# Santiago de la Herradura
Santiago de la Herradura är en ort i Mexiko.   Den ligger i kommunen Sombrerete och delstaten Zacatecas, i den centrala delen av landet, 700 km nordväst om huvudstaden Mexico City. Santiago de la Herradura ligger 2 289 meter över havet och antalet invånare är 197.
Terrängen runt Santiago de la Herradura är en högslätt. Runt Santiago de la Herradura är det glesbefolkat, med 16 invånare per kvadratkilometer. Närmaste större samhälle är Sombrerete, 19,9 km söder om Santiago de la Herradura. Omgivningarna runt Santiago de la Herradura är i huvudsak ett öppet busklandskap.